# Ĉ
De letter ĉ (c met circonflexe) wordt gebruikt in de plantaal Esperanto en geeft de klank [ʧ] (in het Nederlands tsj) aan.
Unicode gebruikt U+0108 voor de hoofdletter (Ĉ) en U+0109 voor de kleine letter (ĉ).

HTML gebruikt de code &#0264 voor de hoofdletter (Ĉ) en &#0265 voor de kleine letter (ĉ).